# Fliegerführer z.b.V.
Fliegerführer z.b.V (zur besonderen Verwendung) war ab dem 25. August 1939 die Bezeichnung einer Dienststellung bzw. einer Kommandobehörde auf Brigadeebene der deutschen Luftwaffe im Zweiten Weltkrieg.

## Geschichte
Die Dienststelle des Fliegerführers z.b.V wurde am 25. August 1939 aufgestellt. Sie bezog ihr erstes Hauptquartier in Schönwald. Ihre Hauptaufgabe während des deutschen Überfalls auf Polen war die Unterstützung der 10. Armee der Heeresgruppe Süd bei ihrem Vormarsch auf Warschau. Am 1. September flogen die Verbände des Fliegerführers noch vor dem offiziellen Kriegsbeginn einen Luftangriff auf die polnische Stadt Wieluń. Deren weitgehende Zerstörung durch 87 deutsche Sturzkampfbomber (mehrere Luftangriffe von 4:35 bis 14:00 Uhr) führte zum Tod von bis zu 1.200 der 16.000 Einwohner. Dem Militärhistoriker Hans-Erich Volkmann zufolge wählte Richthofen Wieluń als grenznahes militärisches Übungsziel aus, um möglichst ohne eigene Verluste die Einsatzfähigkeit und Funktionstüchtigkeit der Sturzkampfbomber zu erproben, habe aber keinen Terrorangriff beabsichtigt. Da es sich um einen Angriff auf ein nicht militärisches Ziel handelte, sei die Bombardierung als Kriegsverbrechen zu werten. Der Militärhistoriker Rolf-Dieter Müller betont hingegen, dass der Angriff militärischen Zielen gegolten habe, da in Wieluń eine polnische Division und eine Kavalleriebrigade in Stellung ging. Wegen Bodennebels seien diese Ziele aber weitestgehend verfehlt worden. Der Angriff sei daher trotz der verheerenden Wirkung kein beabsichtigter Terrorangriff gewesen, behauptet Müller noch 1995. Am 2. Oktober 1939 verlegte die Dienststelle nach Berlin und wurde am 10. November in VIII. Fliegerkorps umbenannt.

## Fliegerführer
| Dienstgrad   | Name                   | Datum                                |
| ------------ | ---------------------- | ------------------------------------ |
| Generalmajor | Wolfram von Richthofen | 25. August 1939 bis 9. November 1939 |

## Unterstellung
| Unterstellung | von             | bis             |
| ------------- | --------------- | --------------- |
| Luftflotte 4  | 25. August 1939 | 2. Oktober 1939 |

## Unterstellte Verbände
| 1. September 1939 | |
| --- | --- |
| 1. September 1939 | 1. Staffel der Fernaufklärungsgruppe 124; Stab I. und II./Sturzkampfgeschwader 77; Stab und II.(Sch)/Lehrgeschwader 2; I./Zerstörergeschwader 2 |
| 25. September 1939 | |
| Stab, I. und II./Sturzkampfgeschwader 77; III./Sturzkampfgeschwader 51; I. und IV./Lehrgeschwader 1; Stab, I. und II./Lehrgeschwader 2; I./Sturzkampfgeschwader 76; I./Jagdgeschwader 76; 1./Fernaufklärungsgruppe 124; I./Zerstörergeschwader 76; Stab, I., II. und III./Kampfgeschwader 77 | |